# 브래들리 스티븐 페리
브래들리 스티븐 페리(Bradley Steven Perry, 1998년 11월 23일 ~ )는 미국의 배우이다.

## 출연 작품

### 드라마
- 찰리야 부탁해